# Galaxy SmartTag
Galaxy SmartTag (ギャラクシースマートタグ) はサムスン電子によって生産されたキーファインダーとオブジェクトファインダーである。
デバイスは Bluetooth LE(Bluetooth Low Energy)を使用する。Bluetooth LE を使用すると、SmartThings モバイルアプリ経由で接続されているオブジェクトを見つけることができる。 
SmartTag & SmartTag Plusは2021年1月14日にサムスンのGalaxy Unpackedイベントで発表され、スマートタグはすべてのGalaxy S21にプリオーダー用として含まれ、SmartTagは2021年1月29日、SmartTag+は2021年4月14日に発売された。

## 機能
Galaxy SmartTag(ギャラクシースマートタグ)はギャラクシースマートタグは、小さなストラップ(別売)やキーホルダーなど他の手段で紛失しやすい多様な物(鍵、荷物、財布など)に付着できる追跡装置である。
Galaxy SmartTagを付着した物はモバイルアプリ通して見つかることができる。(Galaxy SmartTag+はUWB(超広帯域無線)を搭載し、AR位置探しが可能)
デバイスがBluetoothの範囲（120メートル）内にある間は、内蔵されたスピーカーを使用して着信音を再生し、85~96 dB（妨害されない）のボリュームを使用して正確な位置をユーザーに音声で通知することが可能。
デバイスがBluetoothの範囲（120メートル）を超えた場合、デバイスはSmartThings Find Network(該当地域内の他のサムスンギャラクシーフォンのインターネット接続とGPS位置を利用してスマートタグの位置を匿名で所有者に正確に把握する機能)を通して正確な位置を把握することができる。また、Galaxy SmartTagは、[SmartThings] 互換のスマートホーム製品を制御するために使用できるプログラム可能なボタンもある。